# 普特加滕
普特加滕（德語：Putgarten）是德国梅克伦堡-前波美拉尼亚州的一个市镇。总面积12.62平方公里，总人口267人，其中男性148人，女性119人（2011年12月31日），人口密度21人/平方公里。